# Medaliści mistrzostw świata w łyżwiarstwie szybkim na dystansach
Poniższe tabele przedstawiają medalistów mistrzostw świata w łyżwiarstwie szybkim na dystansach w konkurencjach męskich.

## Medaliści

### 500 m
| Rok                 | Złoto              | Srebro                      | Brąz                  |
| Hamar 1996          | Hiroyasu Shimizu   | Siergiej Klewczenia         | Roger Strøm           |
| Warszawa 1997       | Manabu Horii       | Roger Strøm                 | Hiroyasu Shimizu      |
| Calgary 1998        | Hiroyasu Shimizu   | Sylvain Bouchard            | Jeremy Wotherspoon    |
| Heerenveen 1999     | Hiroyasu Shimizu   | Erben Wennemars             | Jakko Jan Leeuwangh   |
| Nagano 2000         | Hiroyasu Shimizu   | Mike Ireland                | Jeremy Wotherspoon    |
| Salt Lake City 2001 | Hiroyasu Shimizu   | Jeremy Wotherspoon          | Casey FitzRandolph    |
| Berlin 2003         | Jeremy Wotherspoon | Hiroyasu Shimizu            | Erben Wennemars       |
| Seul 2004           | Jeremy Wotherspoon | Dmitrij Łobkow              | Mike Ireland          |
| Inzell 2005         | Jōji Katō          | Hiroyasu Shimizu            | Jeremy Wotherspoon    |
| Salt Lake City 2007 | Lee Kang-seok      | Yūya Oikawa                 | Tucker Fredricks      |
| Nagano 2008         | Jeremy Wotherspoon | Lee Kyou-hyuk               | Jōji Katō             |
| Richmond 2009       | Lee Kang-seok      | Lee Kyou-hyuk               | Yu Fengtong           |
| Inzell 2011         | Lee Kyou-hyuk      | Jōji Katō                   | Jan Smeekens          |
| Heerenveen 2012     | Mo Tae-bum         | Michel Mulder               | Pekka Koskela         |
| Soczi 2013          | Mo Tae-bum         | Jōji Katō                   | Jan Smeekens          |
| Heerenveen 2015     | Pawieł Kuliżnikow  | Michel Mulder               | Laurent Dubreuil      |
| Kołomna 2016        | Pawieł Kuliżnikow  | Rusłan Muraszow             | Alex Boisvert-Lacroix |
| Gangneung 2017      | Jan Smeekens       | Nico Ihle                   | Rusłan Muraszow       |
| Inzell 2019         | Rusłan Muraszow    | Håvard Holmefjord Lorentzen | Wiktor Musztakow      |
| Salt Lake City 2020 | Pawieł Kuliżnikow  | Rusłan Muraszow             | Tatsuya Shinhama      |
| Heerenveen 2021     | Laurent Dubreuil   | Pawieł Kuliżnikow           | Dai Dai Ntab          |
| Heerenveen 2023     | Jordan Stolz       | Laurent Dubreuil            | Wataru Morishige      |
| Calgary 2024        | Jordan Stolz       | Laurent Dubreuil            | Damian Żurek          |
| Hamar 2025          | Jenning de Boo     | Jordan Stolz                | Cooper McLeod         |

### 1000 m
| Rok                 | Złoto               | Srebro             | Brąz                          |
| Hamar 1996          | Siergiej Klewczenia | Ådne Søndrål       | Jaegal Sung-yeol              |
| Warszawa 1997       | Ådne Søndrål        | Jan Bos            | Martin Hersman                |
| Calgary 1998        | Sylvain Bouchard    | Jeremy Wotherspoon | Hiroyasu Shimizu              |
| Heerenveen 1999     | Jan Bos             | Hiroyasu Shimizu   | Jakko Jan Leeuwangh           |
| Nagano 2000         | Ådne Søndrål        | Jan Bos            | Mike Ireland                  |
| Salt Lake City 2001 | Jeremy Wotherspoon  | Ådne Søndrål       | Siergiej Klewczenia           |
| Berlin 2003         | Erben Wennemars     | Gerard van Velde   | Joey Cheek                    |
| Seul 2004           | Erben Wennemars     | Jeremy Wotherspoon | Masaaki Kobayashi             |
| Inzell 2005         | Even Wetten         | Jan Bos            | Petter Andersen Pekka Koskela |
| Salt Lake City 2007 | Shani Davis         | Denny Morrison     | Lee Kyou-hyuk                 |
| Nagano 2008         | Shani Davis         | Jewgienij Łalenkow | Denny Morrison                |
| Richmond 2009       | Trevor Marsicano    | Denny Morrison     | Shani Davis                   |
| Inzell 2011         | Shani Davis         | Kjeld Nuis         | Stefan Groothuis              |
| Heerenveen 2012     | Stefan Groothuis    | Kjeld Nuis         | Shani Davis                   |
| Soczi 2013          | Dienis Kuzin        | Mo Tae-bum         | Shani Davis                   |
| Heerenveen 2015     | Shani Davis         | Pawieł Kuliżnikow  | Kjeld Nuis                    |
| Kołomna 2016        | Pawieł Kuliżnikow   | Dienis Juskow      | Kjeld Nuis                    |
| Gangneung 2017      | Kjeld Nuis          | Vincent De Haître  | Kai Verbij                    |
| Inzell 2019         | Kai Verbij          | Thomas Krol        | Kjeld Nuis                    |
| Salt Lake City 2020 | Pawieł Kuliżnikow   | Rusłan Muraszow    | Laurent Dubreuil              |
| Heerenveen 2021     | Kjeld Nuis          | Pawieł Kuliżnikow  | Laurent Dubreuil              |
| Heerenveen 2023     | Jordan Stolz        | Thomas Krol        | Cornelius Kersten             |
| Calgary 2024        | Jordan Stolz        | Ning Zhongyan      | Kjeld Nuis                    |
| Hamar 2025          | Joep Wennemars      | Jenning de Boo     | Jordan Stolz                  |

### 1500 m
| Rok                 | Złoto            | Srebro                  | Brąz            |
| Hamar 1996          | Jeroen Straathof | Ådne Søndrål            | Martin Hersman  |
| Warszawa 1997       | Rintje Ritsma    | Ådne Søndrål            | Neal Marshall   |
| Calgary 1998        | Ådne Søndrål     | Ids Postma              | Roberto Sighel  |
| Heerenveen 1999     | Ids Postma       | Ådne Søndrål            | Rintje Ritsma   |
| Nagano 2000         | Ids Postma       | Ådne Søndrål            | Jan Bos         |
| Salt Lake City 2001 | Ådne Søndrål     | Derek Parra             | Erben Wennemars |
| Berlin 2003         | Erben Wennemars  | Ralf van der Rijst      | Joey Cheek      |
| Seul 2004           | Shani Davis      | Mark Tuitert            | Erben Wennemars |
| Inzell 2005         | Rune Stordal     | Erben Wennemars         | Even Wetten     |
| Salt Lake City 2007 | Shani Davis      | Erben Wennemars         | Denny Morrison  |
| Nagano 2008         | Denny Morrison   | Shani Davis Sven Kramer |                 |
| Richmond 2009       | Shani Davis      | Trevor Marsicano        | Denny Morrison  |
| Inzell 2011         | Håvard Bøkko     | Shani Davis             | Lucas Makowsky  |
| Heerenveen 2012     | Denny Morrison   | Iwan Skobriew           | Håvard Bøkko    |
| Soczi 2013          | Dienis Juskow    | Shani Davis             | Iwan Skobriew   |
| Heerenveen 2015     | Dienis Juskow    | Denny Morrison          | Koen Verweij    |
| Kołomna 2016        | Dienis Juskow    | Kjeld Nuis              | Thomas Krol     |
| Gangneung 2017      | Kjeld Nuis       | Dienis Juskow           | Sven Kramer     |
| Inzell 2019         | Thomas Krol      | Sverre Lunde Pedersen   | Dienis Juskow   |
| Salt Lake City 2020 | Kjeld Nuis       | Thomas Krol             | Joey Mantia     |
| Heerenveen 2021     | Thomas Krol      | Kjeld Nuis              | Patrick Roest   |
| Heerenveen 2023     | Jordan Stolz     | Kjeld Nuis              | Thomas Krol     |
| Calgary 2024        | Jordan Stolz     | Kjeld Nuis              | Peder Kongshaug |
| Hamar 2025          | Peder Kongshaug  | Jordan Stolz            | Connor Howe     |

### 5000 m
| Rok                 | Złoto                 | Srebro          | Brąz                  |
| Hamar 1996          | Ids Postma            | Keiji Shirahata | Gianni Romme          |
| Warszawa 1997       | Rintje Ritsma         | Gianni Romme    | Frank Dittrich        |
| Calgary 1998        | Gianni Romme          | Rintje Ritsma   | Bart Veldkamp         |
| Heerenveen 1999     | Gianni Romme          | Bart Veldkamp   | Bob de Jong           |
| Nagano 2000         | Gianni Romme          | Bob de Jong     | Keiji Shirahata       |
| Salt Lake City 2001 | Bob de Jong           | Carl Verheijen  | Gianni Romme          |
| Berlin 2003         | Jochem Uytdehaage     | Bob de Jong     | Carl Verheijen        |
| Seul 2004           | Chad Hedrick          | Carl Verheijen  | Gianni Romme          |
| Inzell 2005         | Chad Hedrick          | Bob de Jong     | Carl Verheijen        |
| Salt Lake City 2007 | Sven Kramer           | Enrico Fabris   | Carl Verheijen        |
| Nagano 2008         | Sven Kramer           | Enrico Fabris   | Wouter Olde Heuvel    |
| Richmond 2009       | Sven Kramer           | Håvard Bøkko    | Trevor Marsicano      |
| Inzell 2011         | Bob de Jong           | Lee Seung-hoon  | Iwan Skobriew         |
| Heerenveen 2012     | Sven Kramer           | Bob de Jong     | Jonathan Kuck         |
| Soczi 2013          | Sven Kramer           | Jorrit Bergsma  | Iwan Skobriew         |
| Heerenveen 2015     | Sven Kramer           | Jorrit Bergsma  | Douwe de Vries        |
| Kołomna 2016        | Sven Kramer           | Jorrit Bergsma  | Sverre Lunde Pedersen |
| Gangneung 2017      | Sven Kramer           | Jorrit Bergsma  | Peter Michael         |
| Inzell 2019         | Sverre Lunde Pedersen | Patrick Roest   | Sven Kramer           |
| Salt Lake City 2020 | Ted-Jan Bloemen       | Sven Kramer     | Graeme Fish           |
| Heerenveen 2021     | Nils van der Poel     | Patrick Roest   | Siergiej Trofimow     |
| Heerenveen 2023     | Patrick Roest         | Davide Ghiotto  | Bart Swings           |
| Calgary 2024        | Patrick Roest         | Davide Ghiotto  | Sander Eitrem         |
| Hamar 2025          | Sander Eitrem         | Beau Snellink   | Władimir Siemirunnij  |

### 10 000 m
| Rok                 | Złoto             | Srebro               | Brąz                |
| Hamar 1996          | Gianni Romme      | Bart Veldkamp        | Frank Dittrich      |
| Warszawa 1997       | Gianni Romme      | Rintje Ritsma        | Bob de Jong         |
| Calgary 1998        | Gianni Romme      | Bob de Jong          | Frank Dittrich      |
| Heerenveen 1999     | Bob de Jong       | Gianni Romme         | Frank Dittrich      |
| Nagano 2000         | Gianni Romme      | Bob de Jong          | Frank Dittrich      |
| Salt Lake City 2001 | Carl Verheijen    | Bob de Jong          | Wadim Sajutin       |
| Berlin 2003         | Bob de Jong       | Carl Verheijen       | Lasse Sætre         |
| Seul 2004           | Carl Verheijen    | Bob de Jong          | Chad Hedrick        |
| Inzell 2005         | Bob de Jong       | Carl Verheijen       | Chad Hedrick        |
| Salt Lake City 2007 | Sven Kramer       | Carl Verheijen       | Brigt Rykkje        |
| Nagano 2008         | Sven Kramer       | Enrico Fabris        | Bob de Jong         |
| Richmond 2009       | Sven Kramer       | Håvard Bøkko         | Bob de Jong         |
| Inzell 2011         | Bob de Jong       | Bob de Vries         | Iwan Skobriew       |
| Heerenveen 2012     | Bob de Jong       | Jorrit Bergsma       | Jonathan Kuck       |
| Soczi 2013          | Jorrit Bergsma    | Sven Kramer          | Bob de Jong         |
| Heerenveen 2015     | Jorrit Bergsma    | Erik Jan Kooiman     | Patrick Beckert     |
| Kołomna 2016        | Sven Kramer       | Ted-Jan Bloemen      | Erik Jan Kooiman    |
| Gangneung 2017      | Sven Kramer       | Jorrit Bergsma       | Patrick Beckert     |
| Inzell 2019         | Jorrit Bergsma    | Patrick Roest        | Daniła Siemierikow  |
| Salt Lake City 2020 | Graeme Fish       | Ted-Jan Bloemen      | Patrick Beckert     |
| Heerenveen 2021     | Nils van der Poel | Jorrit Bergsma       | Aleksandr Rumiancew |
| Heerenveen 2023     | Davide Ghiotto    | Jorrit Bergsma       | Ted-Jan Bloemen     |
| Calgary 2024        | Davide Ghiotto    | Ted-Jan Bloemen      | Graeme Fish         |
| Hamar 2025          | Davide Ghiotto    | Władimir Siemirunnij | Metoděj Jílek       |

### Start masowy
| Rok                 | Złoto             | Srebro                   | Brąz                     |
| Heerenveen 2015     | Arjan Stroetinga  | Fabio Francolini         | Alexis Contin            |
| Kołomna 2016        | Lee Seung-hoon    | Arjan Stroetinga         | Alexis Contin            |
| Gangneung 2017      | Joey Mantia       | Alexis Contin            | Olivier Jean             |
| Inzell 2019         | Joey Mantia       | Um Cheon-ho              | Chung Jae-won            |
| Salt Lake City 2020 | Jorrit Bergsma    | Jordan Belchos           | Antoine Gélinas-Beaulieu |
| Heerenveen 2021     | Joey Mantia       | Arjan Stroetinga         | Bart Swings              |
| Heerenveen 2023     | Bart Swings       | Bart Hoolwerf            | Andrea Giovannini        |
| Calgary 2024        | Bart Swings       | Antoine Gélinas-Beaulieu | Livio Wenger             |
| Hamar 2025          | Andrea Giovannini | Lee Seung-hoon           | Bart Swings              |

### Bieg drużynowy
| Rok                 | Złoto                                                              | Srebro                                                                 | Brąz                                                                       |
| Inzell 2005         | Holandia · Mark Tuitert · Carl Verheijen · Erben Wennemars         | Włochy · Matteo Anesi · Enrico Fabris · Ippolito Sanfratello           | Norwegia · Petter Andersen · Odd Borgersen · Eskil Ervik                   |
| Salt Lake City 2007 | Holandia · Sven Kramer · Carl Verheijen · Erben Wennemars          | Kanada · Arne Dankers · Denny Morrison · Justin Warsylewicz            | Rosja · Jewgienij Łalenkow · Iwan Skobriew · Aleksiej Junin                |
| Nagano 2008         | Holandia · Sven Kramer · Wouter Olde Heuvel · Erben Wennemars      | Włochy · Matteo Anesi · Enrico Fabris · Luca Stefani                   | Niemcy · Jörg Dallmann · Stefan Heythausen · Marco Weber                   |
| Richmond 2009       | Holandia · Sven Kramer · Wouter Olde Heuvel · Carl Verheijen       | Szwecja · Joel Eriksson · Daniel Friberg · Johan Röjler                | Stany Zjednoczone · Ryan Bedford · Brian Hansen · Trevor Marsicano         |
| Inzell 2011         | Stany Zjednoczone · Shani Davis · Jonathan Kuck · Trevor Marsicano | Kanada · Mathieu Giroux · Lucas Makowsky · Denny Morrison              | Holandia · Jan Blokhuijsen · Koen Verweij · Bob de Vries                   |
| Heerenveen 2012     | Holandia · Jan Blokhuijsen · Sven Kramer · Koen Verweij            | Stany Zjednoczone · Shani Davis · Brian Hansen · Jonathan Kuck         | Rosja · Jewgienij Łalenkow · Iwan Skobriew · Dienis Juskow                 |
| Soczi 2013          | Holandia · Jan Blokhuijsen · Sven Kramer · Koen Verweij            | Korea Południowa · Joo Hyong-jun · Kim Cheol-min · Lee Seung-hoon      | Polska · Zbigniew Bródka · Konrad Niedźwiedzki · Jan Szymański             |
| Heerenveen 2015     | Holandia · Douwe de Vries · Koen Verweij · Sven Kramer             | Kanada · Denny Morrison · Ted-Jan Bloemen · Jordan Belchos             | Korea Południowa · Lee Seung-hoon · Ko Byung-wook · Kim Cheol-min          |
| Kołomna 2016        | Holandia · Jan Blokhuijsen · Douwe de Vries · Arjan Stroetinga     | Norwegia · Håvard Bøkko · Simen Spieler Nilsen · Sverre Lunde Pedersen | Kanada · Jordan Belchos · Ted-Jan Bloemen · Benjamin Donnelly              |
| Gangneung 2017      | Holandia · Jorrit Bergsma · Jan Blokhuijsen · Douwe de Vries       | Nowa Zelandia · Shane Dobbin · Reyon Kay · Peter Michael               | Norwegia · Sindre Henriksen · Simen Spieler Nilsen · Sverre Lunde Pedersen |
| Inzell 2019         | Holandia · Marcel Bosker · Sven Kramer · Douwe de Vries            | Norwegia · Håvard Bøkko · Sindre Henriksen · Sverre Lunde Pedersen     | Rosja · Aleksandr Rumiancew · Daniła Siemierikow · Siergiej Trofimow       |
| Salt Lake City 2020 | Holandia · Marcel Bosker · Douwe de Vries · Sven Kramer            | Japonia · Seitaro Ichinohe · Riku Tsuchiya · Shane Williamson          | Rosja · Daniła Siemierikow · Siergiej Trofimow · Rusłan Zacharow           |
| Heerenveen 2021     | Holandia · Marcel Bosker · Patrick Roest · Beau Snellink           | Kanada · Jordan Belchos · Ted-Jan Bloemen · Connor Howe                | Rosja · Daniła Siemierikow · Siergiej Trofimow · Rusłan Zacharow           |
| Heerenveen 2023     | Holandia · Marcel Bosker · Patrick Roest · Beau Snellink           | Kanada · Antoine Gélinas-Beaulieu · Connor Howe · Hayden Mayeur        | Norwegia · Allan Dahl Johansson · Peder Kongshaug · Sverre Lunde Pedersen  |
| Calgary 2024        | Włochy · Andrea Giovannini · Davide Ghiotto · Michele Malfatti     | Norwegia · Sander Eitrem · Peder Kongshaug · Sverre Lunde Pedersen     | Kanada · Connor Howe · Antoine Gélinas-Beaulieu · Hayden Mayeur            |
| Hamar 2025          | Stany Zjednoczone · Casey Dawson · Emery Lehman · Ethan Cepuran    | Włochy · Davide Ghiotto · Michele Malfatti · Andrea Giovannini         | Holandia · Chris Huizinga · Beau Snellink · Marcel Bosker                  |

### Sprint drużynowy
| Rok                 | Złoto                                                                    | Srebro                                                       | Brąz                                                                            |
| Inzell 2019         | Holandia · Ronald Mulder · Kjeld Nuis · Kai Verbij                       | Korea Południowa · Cha Min-kyu · Kim Jun-ho · Kim Tae-yun    | Rosja · Pawieł Kuliżnikow · Rusłan Muraszow · Wiktor Musztakow                  |
| Salt Lake City 2020 | Holandia · Thomas Krol · Dai Dai Ntab · Kai Verbij                       | Chiny · Gao Tingyu · Ning Zhongyan · Wang Shiwei             | Norwegia · Odin By Farstad · Håvard Holmefjord Lorentzen · Bjørn Magnussen      |
| Heerenveen 2023     | Kanada · Laurent Dubreuil · Christopher Fiola · Antoine Gélinas-Beaulieu | Holandia · Wesly Dijs · Hein Otterspeer · Merijn Scheperkamp | Norwegia · Håvard Holmefjord Lorentzen · Bjørn Magnussen · Henrik Fagerli Rukke |
| Calgary 2024        | Kanada · Laurent Dubreuil · Antoine Gélinas-Beaulieu · Anders Johnson    | Holandia · Janno Botman · Jenning de Boo · Tim Prins         | Norwegia · Håvard Holmefjord Lorentzen · Bjørn Magnussen · Henrik Fagerli Rukke |
| Hamar 2025          | Chiny · Xue Zhiwen · Lian Ziwen · Ning Zhongyan                          | Holandia · Janno Botman · Jenning de Boo · Tim Prins         | Stany Zjednoczone · Austin Kleba · Cooper McLeod · Zach Stoppelmoor             |

## Tabela medalowa
Stan po MŚ 2025.
| Miejsce | Państwo                     | Złoto | Srebro | Brąz | Razem |
| 1       | Holandia                    | 73    | 63     | 41   | 177   |
| 2       | Stany Zjednoczone           | 21    | 8      | 17   | 46    |
| 3       | Kanada                      | 12    | 21     | 22   | 55    |
| 4       | Norwegia                    | 10    | 14     | 14   | 30    |
| 5       | Rosja                       | 10    | 9      | 15   | 34    |
| 6       | Japonia                     | 7     | 8      | 7    | 22    |
| 7       | Korea Południowa            | 6     | 8      | 4    | 18    |
| 8       | Włochy                      | 5     | 9      | 2    | 16    |
| 9       | Belgia                      | 2     | 2      | 4    | 8     |
| 10      | Szwecja                     | 2     | 1      | 0    | 3     |
| 11      | Chiny                       | 1     | 2      | 1    | 4     |
| 12      | Kazachstan                  | 1     | 0      | 0    | 1     |
| 13      | Rosyjski Związek Łyżwiarski | 0     | 2      | 3    | 5     |
| 14      | Niemcy                      | 0     | 1      | 9    | 7     |
| 15      | Polska                      | 0     | 1      | 3    | 6     |
| 16      | Francja                     | 0     | 1      | 2    | 3     |
| 17      | Nowa Zelandia               | 0     | 1      | 1    | 2     |
| 18      | Finlandia                   | 0     | 0      | 2    | 2     |
| 19      | Czechy                      | 0     | 0      | 1    | 1     |
| 19      | Wielka Brytania             | 0     | 0      | 1    | 1     |
| 19      | Szwajcaria                  | 0     | 0      | 1    | 1     |